# New Zealand Open 2009
Die New Zealand Open 2009 im Badminton fanden vom 28. Juli bis zum 1. August 2009 in Auckland statt.

## Austragungsort
- North Shore Events Centre, Auckland

## Sieger und Platzierte
| Disziplin    | Gold                                 | Silber                                 | Bronze                                 |
| ------------ | ------------------------------------ | -------------------------------------- | -------------------------------------- |
| Herreneinzel | Chan Yan Kit                         | Wong Wing Ki                           | Kazushi Yamada                         |
| Herreneinzel | Chan Yan Kit                         | Wong Wing Ki                           | Andre Kurniawan Tedjono                |
| Dameneinzel  | Sayaka Sato                          | Maria Febe Kusumastuti                 | Eriko Hirose                           |
| Dameneinzel  | Sayaka Sato                          | Maria Febe Kusumastuti                 | Megumi Taruno                          |
| Herrendoppel | Rupesh Kumar Sanave Thomas           | Hirokatsu Hashimoto Noriyasu Hirata    | Gan Teik Chai Tan Bin Shen             |
| Herrendoppel | Rupesh Kumar Sanave Thomas           | Hirokatsu Hashimoto Noriyasu Hirata    | Fernando Kurniawan Lingga Lie          |
| Damendoppel  | Annisa Wahyuni Anneke Feinya Agustin | Chan Tsz Ka Tse Ying Suet              | Lê Ngọc Nguyên Nhung Kristína Ludíková |
| Damendoppel  | Annisa Wahyuni Anneke Feinya Agustin | Chan Tsz Ka Tse Ying Suet              | Aparna Balan Shruti Kurien             |
| Mixed        | Fran Kurniawan Pia Zebadiah          | Yohan Hadikusumo Wiratama Chau Hoi Wah | Yogendran Krishnan Anita Raj Kaur      |
| Mixed        | Fran Kurniawan Pia Zebadiah          | Yohan Hadikusumo Wiratama Chau Hoi Wah | Tontowi Ahmad Richi Puspita Dili       |

## Finalergebnisse
| Disziplin    | Sieger                               | Finalist                               | Ergebnis            |
| ------------ | ------------------------------------ | -------------------------------------- | ------------------- |
| Herreneinzel | Chan Yan Kit                         | Wong Wing Ki                           | 21–9, 21–9          |
| Dameneinzel  | Sayaka Sato                          | Maria Febe Kusumastuti                 | 21–10, 21–16        |
| Herrendoppel | Rupesh Kumar Sanave Thomas           | Hirokatsu Hashimoto Noriyasu Hirata    | 21–16, 15–21, 21–13 |
| Damendoppel  | Annisa Wahyuni Anneke Feinya Agustin | Chan Tsz Ka Tse Ying Suet              | 21–19, 21–17        |
| Mixed        | Fran Kurniawan Pia Zebadiah          | Yohan Hadikusumo Wiratama Chau Hoi Wah | 21–13, 21–19        |